# Лоу, Джамал
Джамал Акуа Лоу (англ. Jamal Akua Lowe; род. 21 июля 1994, Харроу, Большой Лондон) — английский и ямайский футболист, нападающий клуба «Шеффилд Уэнсдей» и сборной Ямайки.

## Клубная карьера
Джамал Лоу начинал свой путь профессионального футболиста в школе клуба «Борнмут» из одноимённого города. Впервые за старшую команду он сыграл в феврале 2011 года в матче Кубка Хертса против команды Хэдли. В сезоне 2011/12 Лоу забил 19 голов за молодёжную команду клуба Дебют в чемпионате случился 25 августа 2012 года в матче с «Йорк Сити», где Лоу заменил Кертиса Уэстона. После второго выхода на замену в матче против «Джиллингема», главный тренер Марк Робсон дал Джамалу возможность выйти в стартовом составе на матч с командой «Брэдфорд Сити», в котором «Борнмут» проиграл со счетом 3-0.
Джамал Лоу подписал профессиональный контракт в октябре 2012 года. Он дебютировал в Кубке Англии, выйдя на замену во втором тайме матча с «Оксфорд Юнайтед». В декабре 2012 года Лоу впервые был отдан в аренду в команду «Хейз энд Идинг Юнайтед», а в феврале в 2013 года перебрался в «Борем Вуд».
В августе 2013, снова на правах аренды, Джамал перешел в клуб «Хитчин Таун», где провел 13 матчей перед тем как присоединиться к «Сент-Олбанс Сити» 22 ноября того же года. Пятая по счету аренда нападающего пришлась на «Фарнборо». Последней арендой для футболиста стал клуб «Хемел Хемпстед Таун».
16 января 2015 года Джамал Лоу, наконец, официально сменил клуб, присоединившись к «Сент-Олбанс Сити». Однако уже в конце сезона, форвард снова вернулся в «Хемел Хемпстед Таун». Следующей остановкой в карьере игрока стал «Хэмптон энд Ричмонд Боро».
В октябре 2016 года Джамал подписал контракт на 18 месяцев с «Портсмутом». В начале 2018 года контракт был продлен, однако, спустя полтора года, нападающий был продан в «Уиган Атлетик». Спустя чуть больше полугода, Джамал Лоу был продан в «Суонси Сити» за 800 000 фунтов стерлингов, подписав трехлетний контракт с возможностью продления.
С 31 августа 2021 года Лоу является игроком клуба «Борнмут». Стоимость трансфера составила 1.5 миллиона фунтов стерлингов, а контракт рассчитан на три года.
11 января 2023 года стало известно, что Джамал Лоу отправился доигрывать сезон в «Куинз Парк Рейнджерс» на правах аренды. За 20 матчей футболист отметился тремя забитыми голами в ворота «Суонси Сити», «Хаддерсфилд Таун» и «Ротерем Юнайтед».
1 сентября 2023 года Лоу вернулся в «Суонси Сити», но лишь на правах аренды до конца сезона.

## Международная карьера
Несмотря на то, что Джамал Лоу родился в Англии и пробовал выступать за молодёжные команды сборной страны, в марте 2021 года он получил вызов в сборную Ямайки. Это произошло в рамках попытки Федерации футбола Ямайки привлечь в сборную футболистов английского происхождения, чтобы повысить шансы на попадание на Чемпионат мира 2022. 25 марта 2021 года Джамал забил свой первый гол за сборную в матче с США. Однако, матч завершился поражением Ямайки со счетом 4-1.

## Достижения
Борнмут
- Чемпионшип. Повышение: 2021/22

Хэмптон энд Ричмонд Боро
- Истмийская лига: 2015/16

Портсмут
- Лига 2 Англии: 2016/17
- Трофей Английской футбольной лиги: 2018/19